# العلاقات الأردنية البلغارية
العلاقات الأردنية البلغارية هي العلاقات الثنائية التي تجمع بين الأردن وبلغاريا.

## مقارنة بين البلدين
هذه مقارنة عامة ومرجعية للدولتين:
| وجه المقارنة                                              | الأردن                   | بلغاريا                                                                             |
| --------------------------------------------------------- | ------------------------ | ----------------------------------------------------------------------------------- |
| المساحة (كم2)                                             | 89.34 ألف                | 110.99 ألف                                                                          |
| عدد السكان (نسمة)                                         | 9.81 مليون               | 7.08 مليون                                                                          |
| الكثافة السكانية (ن./كم²)                                 | 109.81                   | 63.79                                                                               |
| العاصمة                                                   | عمان                     | صوفيا                                                                               |
| اللغة الرسمية                                             | اللغة العربية            | اللغة البلغارية                                                                     |
| العملة                                                    | دينار أردني              | ليف بلغاري                                                                          |
| الناتج المحلي الإجمالي (بليون دولار)                      | 40.07 مليار              | 56.83 مليار                                                                         |
| الناتج المحلي الإجمالي (تعادل القوة الشرائية) بليون دولار | 82.80 مليار              | 130.99 مليار                                                                        |
| الناتج المحلي الإجمالي الاسمي للفرد دولار أمريكي          | 4.94 ألف                 | 8.03 ألف                                                                            |
| الناتج المحلي الإجمالي للفرد دولار أمريكي                 | 12.05 ألف                | 17.21 ألف                                                                           |
| مؤشر التنمية البشرية                                      | 0.748                    | 0.782                                                                               |
| رمز المكالمات الدولي                                      | +962                     | +359                                                                                |
| رمز الإنترنت                                              | .jo                      | .bg، .бг ‏                                                                           |
| المنطقة الزمنية                                           | ت ع م+02:00، ت ع م+03:00 | ت ع م+02:00، ت ع م+03:00، أوروبا/صوفيا ‏، توقيت شرق أوروبا، توقيت شرق أوروبا الصيفي ‏ |

## مدن متوأمة
في ما يلي قائمة باتفاقيات التوأمة بين مدن أردنية وبلغارية:
- ترتبط العقبة مع فارنا باتفاقية توأمة.
- ترتبط البتراء مع بلوفديف باتفاقية توأمة.
- ترتبط الكرك مع فيليكو ترنوفو باتفاقية توأمة منذ 9 أبريل 2009.
- ترتبط عمان مع صوفيا باتفاقية توأمة منذ 1994.[17][17][17][17]
- ترتبط السلط مع بازارجيك باتفاقية توأمة.

## منظمات دولية مشتركة
يشترك البلدان في عضوية مجموعة من المنظمات الدولية، منها:
| علم المنظمة | اسم المنظمة                               | تاريخ انضمام الأردن | تاريخ انضمام بلغاريا |
| ----------- | ----------------------------------------- | ------------------- | -------------------- |
|             | يونسكو                                    | 14 يونيو 1950       | 17 مايو 1956         |
|             | وكالة ضمان الاستثمار متعدد الأطراف        | 12 أبريل 1988       | 23 سبتمبر 1992       |
|             | الأمم المتحدة                             | 14 ديسمبر 1955      | 14 ديسمبر 1955       |
|             | الاتحاد البريدي العالمي                   | ?                   | ?                    |
|             | البنك الدولي للإنشاء والتعمير             | 29 أغسطس 1952       | 25 سبتمبر 1990       |
|             | الاتحاد الدولي للاتصالات                  | 20 مايو 1947        | 18 سبتمبر 1880       |
|             | منظمة حظر الأسلحة الكيميائية              | ?                   | ?                    |
|             | مؤسسة التمويل الدولية                     | 20 يوليو 1956       | 22 يوليو 1991        |
|             | المركز الدولي لتسوية المنازعات الاستشارية | 29 نوفمبر 1972      | 13 مايو 2001         |
|             | منظمة التجارة العالمية                    | ?                   | 1 ديسمبر 1996        |
|             | منظمة الشرطة الجنائية الدولية             | ?                   | ?                    |

## أعلام
هذه قائمة لبعض الشخصيات التي تربطها علاقات بالبلدين:
- آية مرار (مغنية من المملكة المتحدة، 20 سبتمبر 1980 – )

## وصلات خارجية
- موقع وزارة الخارجية الأردنية
- موقع وزارة الخارجية البلغارية